# CA Lugano
Club Atlético Lugano – argentyński klub piłkarski z siedzibą w Tapiales stanowiącym część zespołu miejskiego Buenos Aires.

## Osiągnięcia
- Mistrz V ligi argentyńskiej (Primera D Metropolitana): 1987/88

## Historia
Klub założony został 18 listopada 1915 przez pracowników firmy kolejowej Ferrocarril General Manuel Belgrano. Początkowo klub nosił nazwę Club Compañía General Belgrano. W 1924 klub przyjęty został do amatorskiej federacji piłkarskiej AAF (Asociación Amateur de Fútbol), gdzie grał w niższych ligach. W 1953 klub zmienił nazwę na Club Atlético General Belgrano de Lugano.
W 1972 Lugano został przyjęty do AFA i rozpoczął grę w Primera D, czyli IV lidze argentyńskiej. W 1986 klub zmienił nazwę na Club Atlético Lugano.